# Eva Dehm-Hasselwander
Eva Dehm-Hasselwander (* 23. Juli 1923 in Schwabing; † 7. September 2015 in Seeshaupt) war eine deutsche Kinderbuch-Autorin.

## Leben
Ihr Großvater mütterlicherseits war der Architekt und Vertreter der Gartenstadt-Bewegung August Exter; seine Siedlungen in Obermenzing, Laim, Gauting, Gröbenzell und in der Villenkolonie Neu-Pasing I fanden Beachtung in Fachkreisen. Evas Kindheit verbrachte sie auf einem Bauernhof in Obermenzing (dem Lochnerhof), den der Vater einige Jahre nach 1918 anlässlich seiner Entlassung aus dem Offiziersdienst erworben hatte. Sie wurde 1929 eingeschult und besuchte 1933–1938 das Lyzeum der Englischen Fräulein in Nymphenburg; danach war sie an der Realschule der Englischen Fräulein in Regensburg und Nürnberg.
1941/42 war sie Büroangestellte beim Salzburger Generalkommando (=Einberufungszentrale) der Wehrmacht und beim Luftgaukommando der Luftwaffe in München. Darauf folgend nahm sie 1942–1944 das Studium an der Hans-Schemm-Hochschule für Lehrerbildung in Pasing auf. Die Hospitation fand in Schwaz/Tirol statt. Ab Oktober 1944 war sie Lehrerin (und teils kommissarische Schulleiterin) an verschiedenen bayerischen Volksschulen wie Thundorf (Ainring), Leobendorf (Laufen), St. Leonhard am Wonneberg und anderen. Nach dem Krieg heiratete sie den Lehrer Hans Dehm, mit dem sie die Kinder Gabriele und Bernhard bekam.

## Publikationen

### Kinderbücher
- Züpfi, Eos Verlag, St. Ottilien 1979.
- Moorauge, Eos Verlag, St. Ottilien 1979.
- Knickebeins und Schlampels, Eos Verlag, St. Ottilien 1979.
- Ein Jahr mit Martha und Moritz, Scripta Mercaturae Verlag, St. Katharinen 1991.
- Purzel auf Wanderschaft, Scripta Mercaturae Verlag, St. Katharinen 1995.
- Goldsamt, Scripta Mercaturae Verlag, St. Katharinen 1995.
- Lury, Gickwitt und andere Freund in der Not, Scripta Mercaturae Verlag, St. Katharinen 1995.

### Psychologische Sachbücher
- Altwerden, ein Abenteuer, Katzmann Verlag, Tübingen 1980.
- Helft mir werden, wie ich bin, Tyrolia Verlag, Innsbruck 1984.
- Ich will bei dir bleiben, Centaurus Verlag, Freiburg 1984.
- Ich passe nicht in diese Welt, R. G. Fischer Verlag, Frankfurt am Main 1992.
- Dein Kind ist eine Persönlichkeit, Was Kinder wirklich brauchen, Springer Fachmedien, Wiesbaden 2009; 2015, ISBN 978-3-8255-0645-2.
- Familie und Zukunft, Centaurus Verlag, Freiburg im Breisgau 2009.

### Romane
- Der Kellner Samuel, Weiß Verlag, München 1984.
- Claudia und Tobias, Tyriolia Verlag, Innsbruck 1986.
- Die Zwillinge von Lustland, R. G. Fischer Verlag Frankfurt am Main 1994.
- Tante Eulalia, Scripta Mercaturae Verlag, St. Katharinen 1995.
- Der Kindernarr, Berg am Starnberger See 1997.
- Die Schwägerin, Bernardus Verlag, Langwaden 2004.
- Die Familie derer von Thurn und Taxis, Bernardus Verlag, Langwaden 2004.

### Gedichte und Sonstiges
- Das Füllhorn formuliert, Geschichten zum Lesen und Vorlesen, Scripta Mercatuae Verlag, St. Katharinen 1995, ISBN 3-928134-67-1.
- Als trieb ein Cherub, R. G. Fischer Verlag, Frankfurt am Main 1991, ISBN 3-89501-916-X.
- Nie vergessene Tag, Autobiografie, unveröffentlicht.
- Tante Eulalia, Scripta Mercaturae Verlag, St. Katharinen 1995, ISBN 3-928134-61-2.
- Lebendige Natur, Bernardus Verlag, Langwaden 2003, ISBN 978-3-934551-88-6